# Vaagri Booli jezik
Vaagri Booli (ISO 639-3: vaa; narakureavar, narikkorava, kuruvikkaran, karikkorava, hakkipikkaru, haki piki, guvvalollu, shikarijanam, rattiyan, marattiyan, wogri boli), jezik plemena Hakkipikki iz indijske države Tamil Nadu u distriktu Arcot. Ime jezika Vaagri Booli znači 'bird catchers', a pripada indoarijskoj indoiranskih jezika. Ima oko 10 000 govornika (1970 Varma).

## Vanjske poveznice
- Ethnologue (14th)
- Ethnologue (15th)